# Normanske vojvotkinje
Ovo je popis supruga normanskih vojvoda.

## Normanska dinastija
- Poppa de Bayeux
- Gizela Francuska
- Luitgarda Vermandoiska
- Ema Pariška
- Gunnor
- Judita Bretonska
- Papie Envermeuska

- Adela Francuska
- Matilda Flandrijska[1]
- Sibila (normanska vojvotkinja)
- Matilda Škotska
- Matilda Anžuvinska
- Adeliza Leuvenska

## Dinastija Blois
- Matilda Bulonjska

## DinastijaPlantagenet
- Carica Matilda
- Eleonora Akvitanska
- Margareta Francuska
- Berengarija Navarska
- Izabela Angoulêmska

## Dinastija Valois
- Bonne Luksemburška
- Ivana I., grofica Auvergnea
- Ivana Burbonska

1. ↑  Matilda je također bila kraljica Engleza.